# ¡Oh, mis clientes fantasmas!
¡Oh, mis clientes fantasmas! (en hangul, 노무사 노무진; romanización revisada, Nomusa nomujin; literalmente, «El abogado laboral No Mu-jin») es una serie de televisión surcoreana, una comedia de fantasía y acción en diez capítulos escrita por Kim Bo-tong y Yoo Seung-hee, dirigida por Yim Soon-rye, y protagonizada por Jung Kyung-ho, Seol In-ah y Cha Hak-yeon. Se emite por el canal MBC desde el 30 de mayo hasta el 28 de junio de 2025, en horario de viernes y sábados a las 21:50 (hora local coreana). También está disponible internacionalmente en la plataforma Rakuten Viki.

## Sinopsis
La serie es un drama de fantasía cómica hiperrealista que contiene la historia de un abogado laboral que ve fantasmas y resuelve problemas laborales de manera caótica.
Antes de convertirse en abogado laboralista, la vida de Moo-jin había sido una serie de acontecimientos desafortunados. Renunció a su trabajo con la esperanza de mejorar su vida, pero perdió todo el dinero de su jubilación en inversiones desastrosas, y terminó separándose de su esposa. Su jefe en el trabajo le prometió trasladarlo al departamento de recursos humanos si obtenía su licencia de abogado laboral certificado, pero incluso esa promesa se desvaneció. Moo-jin se quedó sin trabajo y decidió abrir un bufete de casos laborales, pero no logra atraer clientes y está a punto de ser desahuciado.
Entonces, Na Hee-joo, la cuñada que trabaja como directora de una oficina laboral, interviene para ayudar a Moo-jin. Se les ocurre una idea de negocio junto con el creador Go Kyeon-woo, un experiodista que dirige el canal Kyeonjjang TV. El trabajo en realidad es un método para extorsionar a jefes inescrupulosos visitando fábricas con frecuentes accidentes industriales y brindándoles servicios de consultoría. Hee-joo y Gyeon-woo convencen a Moo-jin con el argumento de que su labor será esencial para la sociedad, asustando a los malos y previniendo accidentes industriales.
Los tres empiezan a ganar dinero de esa manera y amplían su negocio visitando una fábrica más grande y carente de medidas de seguridad; allí Moo-jin salva oportunamente a Nimal, un trabajador extranjero, de quedar atrapado en una máquina. Sin embargo, de repente una barra de acero cae sobre la cabeza de Moo-jin. Una linterna giratoria brilla ante sus ojos, y entonces ve a un hombre envuelto en fuego, como había visto en sueños anteriores, que le grita que por favor abra la puerta.
Cuando abre los ojos en un espacio desconocido, se halla frente a un joven bodhisattva, que saca la tarjeta de presentación de Moo-jin y finge conocerlo, diciendo: «Usted es abogado laboral, un caballero que trabaja duro para los trabajadores, ¿verdad?». Le propone salvarle la vida, pero a cambio de salvar las almas de personas que fueron agraviadas en vida. Moo-jin firma un Contrato de Nombramiento de Abogado Laboral Especial (Contrato de Empleo) sin siquiera tener tiempo de leerlo con atención, y su interlocutor desaparece repentinamente.
Cuando Moo-jin vuelve a la realidad y abre los ojos, la barra de hierro que estaba cayendo no llega a tocarlo. A partir de ahora, él y sus dos colaboradores trabajarán desvelando para esos clientes fantasmas verdades ocultas en los lugares de trabajo, como fábricas que se derrumban, contratos absurdos y salarios robados. A pesar de un comienzo difícil, Moo-jin no se da por vencido y su determinación lo impulsa a saldar las cuentas pendientes.

## Reparto

### Principal
- Jung Kyung-ho como Noh Moo-jin, un abogado laboralista que puede ver fantasmas. Es el marido de Mi-joo y cuñado de Hee-joo. Tras un pasado como profesional sin muchos escrúpulos, que solo trabajaba para ganarse la vida, tuvo una experiencia que lo llevó al borde de la muerte, y a partir de entonces se vio obligado a trabajar en problemas laborales encargados por fantasmas.[4][5]
- Seol In-ah como Na Hee-joo, la cuñada de Moo-jin y hermana menor de Mi-joo. Es el cerebro detrás del fallido bufete de Moo-jin, al que manipula fácilmente. Hee-joo no tiene un trabajo específico, pero es un personaje con una mente genial cuando se trata de hacer dinero. Posee un excelente juicio y sobresalientes habilidades de lucha.[4][6]
- Cha Hak-yeon como Go Gyeon-woo, un creador de contenidos en línea con experiencia como reportero. Es un personaje de óptima apariencia, personalidad ingeniosa y un sentido del humor excéntrico difícil de describir. Aunque produce vídeos que se centran más en aumentar las visitas que el significado, también tiene un lado puro que se conmueve con las historias de fantasmas.[4][7]

### Secundario

#### Familia de Moo-jin
- Kyung Soo-jin como Na Mi-joo, la esposa de Moo-jin, al que echa de menos cuando no lo ve, y cuando lo hace no lo soporta. Se conocieron y casaron cuando eran estudiantes de derecho (aparición especial).[8]
- Jeon Guk-hyang como Yang Eun-ja, la madre de Moo-jin, que trabaja como limpiadora; es una persona honesta y leal; no pudo tener una educación y carece de propiedades. Está casada con Taek-yong.
- Choi Hong-il como Noh Taek-yong, el padre de Moo-jin, que no es muy inteligente pero sí tranquilo y honesto.

#### Otros
- Tang Joon-sang como bodhisattva, un jefe que acosa al abogado laboral novato No Moo-jin. Pero un día aparece frente a él, cuando está al borde de la muerte, escupiendo llamas por todo su cuerpo, y se convierte en su salvador.[9]
- Yoo Seon-ho como Heo Yoon-jae, un empleado a tiempo parcial de una tienda de conveniencia que recibe la visita frecuente del abogado laboral Moo-jin. Yoonjae, quien también busca trabajo, es una persona que vive su vida diligentemente sin dejarse llevar por la dura realidad.[10][11]
- Park Soo-oh como Lee Min-wook, primer cliente fantasma de Moo-jin. Es un estudiante de secundaria que murió en un accidente mientras realizaba un entrenamiento de campo en una fábrica ilegal (ep. 2).[12][13]
- Hwang Bo-reum-byeol como Eun-young, una enfermera novata que se suicidó en un hospital al ser culpada injustamente de causar la muerte de un paciente (ep. 3-4).[14][15]
- Kang Ae-shim como Yeong-sook, un conserje que murió de un ataque cardíaco mientras estudiaba para los exámenes impuestos inhumanamente a los conserjes por su empleador (ep. 5-6).[15]
- Anupam Tripathi como Nimal, un trabajador extranjero que sufre un accidente en una fábrica pero es salvado por Moo-jin.[16]

### Apariciones especiales
- Kim Dae-myung como Jeong-min, un colega de Moo-jin, al que induce a realizar una inversión catastrófica con el dinero de su pensión (ep. 1).[8][17]
- Jun Gook-hyang como Yang Eun-ja, la madre de Moo-jin, una trabajadora de limpieza (ep. 1, 5, 6).[18]
- Jung Soon-won como Yoon Chul, compañero de trabajo y amigo de Moo-jin desde hace mucho tiempo (ep. 1 y 8).[8][19]
- Kim Kang-hyun como Chul-yong, jefe del departamento de Recursos Humanos de la empresa de Moo-jin (ep. 1).[20]
- Yun Je-wook como Lee Jae-sung, director de una fábrica ilegal (ep. 1-2).[21]
- Kim Gwi-sun como el propietario de la fábrica ilegal (ep. 2).[22]
- Jo Eun-ji como la dueña de una tienda de ropa (ep. 2).[8]
- Kang Hye-won como Lee Yu-jin, reportera de asuntos sociales y excolega de Gyeon-woo (ep. 2 y 8).[8][23]
- Lee Mi-do como una chamana que le da a Moo-jin un curso de exorcismo (ep. 3).[8][24]
- Song Young-gyu como el cura a quien visita Moo-jin durante el curso de exorcismo (ep. 3).[25]
- Ok Ja-yeon como Lee Su-jung, enfermera jefe bajo estrés que no protegió a Eun-young y se sintió culpable por ello (ep. 3-4).[26]
- Shin Joo-hyup como Park Hyun-woo, el médico residente que causó la muerte de un paciente por un error en la receta y culpó a Eun-young (ep. 3-4).[26]
- Lee Chang-min como Jung-yup, el novio de Eun-young (ep. 4).[27]
- Jin Seon-kyu como Noh Woo-jin, el hermano mayor de Moo-jin, un diligente trabajador de la construcción (ep. 5, 10).[8][28]
- Ahn Nae-sang como Oh Jang-geun, empleado de limpieza que trabaja en una universidad (ep. 5-6).[18]
- Park Won-sang como el director administrativo de la universidad, a cargo de reducir los costos operativos y de personal (ep. 5-6).[8][29]
- Choi Moo-sung como Kim Myung-an, director ejecutivo de Myung-eum Construction, responsable de un grave accidente industrial (ep. 8-10).[30][31]
- Lim Chul-hyung como el director ejecutivo Choi, director ejecutivo del almacén Bukguk responsable del incendio (ep. 8-10).[32]
- Moon So-ri como Moon Jung-eun, miembro destacado de la Asamblea Nacional (ep. 9, 10).[17][33]
- Park Hae-il, aparición de voz al final, alguien que llama misteriosamente a Moo-jin (ep. 10).[34]

## Banda sonora original
El 30 de mayo de 2025 se lanzó el primer tema de la banda sonora original de la serie. Se trata de la canción Time That Will Not Return, interpretada por Hwang Ga-ram.

## Producción
¡Oh, mis clientes fantasmas! es una producción de Broccoli Pictures para MBC. Está escrita por Kim Bo-tong, quien también firmó la serie D.P. en 2021-23 y la película Cazadores en tierra inhóspita en 2024, y por Yoo Seung-hee (autora también de I Can Speak en 2017 y de Happy New Year en 2021); la dirige Yim Soon-rye, directora de larga experiencia en cine con títulos como Forever the Moment (2008), Little Forest (2018) y The Point Men (2023), aunque este es su primer trabajo en televisión. Yim presentó su trabajo declarando: «Hay muchos dramas interesantes y estimulantes en estos días, pero ¡Oh, mis clientes fantasmas! es un buen drama que es a la vez interesante y conmovedor, y también tiene un mensaje sobre temas sociales. Quería hablar sobre cómo nuestra sociedad no valora la seguridad ni las vidas de los demás».
Sobre el motivo del nombre del personaje principal, el guionista Kim Bo-tong respondió: «soy abogado laboral de profesión y personalmente me gusta el cantante Lee Mu-jin, así que el nombre surgió naturalmente». Su propósito en la serie fue crear «un protagonista que trabaja para obreros, pero carece de conciencia y profesionalismo. Creía que los personajes en situaciones irónicas despertarían el interés del espectador [...] Espero que los espectadores también cambien a medida que Noh Moo-jin cambia». Por su parte, para la coguionista Yoo Seung-hee «cuanto más complejo es el tema, más accesible debe ser, así que me concentré en reducir el umbral». Para lograrlo, explicó que añadió humor a los personajes y situaciones y mantuvo una atmósfera brillante y alegre para capturar el «eco detrás de la risa».
En enero de 2024 algunos medios periodísticos informaron de que a Seol In-ah se le había ofrecido el papel principal femenino en la serie Labor Attorney Noh Moo-jin , cuya producción ya estaba confirmada, y estaba evaluando la oferta. En mayo de 2024 MBC anunció que Jung Kyung-ho protagonizaría la nueva serie, en lo que representa la vuelta del actor al canal ocho años después de Missing Nine. El coprotagonista masculino sería el actor y cantante Cha Hak-yeon.
También en mayo de 2024 estaba previsto que el rodaje comenzara a mediados de septiembre, para sacarla a antena en el segundo semestre de 2025. Sin embargo, en diciembre ya estaba programada para mayo, mes que se confirmó en enero. A principios de este mismo mes se estaba rodando aún.
El 22 de abril de 2025 MBC lanzó un cartel de la serie y confirmó el 30 de mayo como fecha de estreno. El 7 de mayo publicó dos carteles de grupo, y el 21 un avance vídeo. El 19 los tres protagonistas habían concedido una entrevista y realizado una sesión fotográfica conjuntas para Cine 21, donde fueron noticia de portada. El 30 la producción se presentó en una conferencia celebrada en línea, con la presencia de los tres protagonistas y la directora.
Además de MBC, la serie puede verse en Corea del Sur en los servicios OTT Wavve, Netflix y Coupang Play, y para otros países en Viki.

### Controversias
Según se acercaba la fecha del estreno de la serie fueron aumentando de intensidad las protestas contra la directora Yim Soon-rye, a causa de su presunta responsabilidad en la supresión del sindicato del grupo cívico de protección animal Kara. Representantes del Sindicato General Democrático del Trabajo convocaron una conferencia de prensa el 29 de mayo para resaltar la paradoja de que Yim haya dirigido precisamente una serie que defiende los derechos de los trabajadores mientras está bajo investigación del Ministerio de Empleo y Trabajo por prácticas laborales injustas, e instaron asimismo a MBC a que asumiera su responsabilidad pública. Yim Soon-rye fue dirigente de Kara entre 2009 y 2024, etapa durante la que se produjeron actos de represión y acoso sindical por parte de la empresa. Además, criticó públicamente la creación del sindicato, que consideró el hecho «más decepcionante» de sus catorce años como dirigente de Kara.

## Audiencia
El primer episodio registró un índice de audiencia del 4,1%, mejorando con mucho los resultados de sus dos antecesoras en la misma franja horaria, primero Crushology 101 y después Los comentarios maliciosos del director Maeng, que se movieron en torno al 1 %. Precisamente por este motivo había expectación en cómo sería la acogida del público y si lograría una recuperación del canal después de datos tan adversos. En su favor jugaba un reparto de actores más sólido que el de aquellas, un tema relativamente desconocido como es la profesión de abogado laboralista, y la combinación de los géneros más en boga de los últimos tiempos: fantasía, comedia y drama social.
El segundo episodio registró una flexión del 3,2 % nacional, con un pico de audiencia del 5,9 % en la escena en que Moo-jin hace un corazón con las manos hacia la madre de Min-wook.
| Temporada | Temporada | Episodio número | Episodio número | Episodio número | Episodio número | Episodio número | Episodio número | Episodio número | Episodio número | Episodio número | Episodio número | Promedio |
| Temporada | Temporada | 1               | 2               | 3               | 4               | 5               | 6               | 7               | 8               | 9               | 10              | Promedio |
| --------- | --------- | --------------- | --------------- | --------------- | --------------- | --------------- | --------------- | --------------- | --------------- | --------------- | --------------- | -------- |
|           | 1         | 806             | 580             | 771             | 586             | 1001            | 866             | 1068            | 831             | 953             | 832             | 830      |

| Episodio | Fecha de emisión    | Índices de audiencia (Nielsen Korea) | Índices de audiencia (Nielsen Korea) |
| Episodio | Fecha de emisión    | Nacional                             | Seúl                                 |
| --- | ------------------- | ------------------------------------ | ------------------------------------ |
| 1 | 30 de mayo de 2025  | 4,1 % (11.ª)                         | 4,5 % (10.ª)                         |
| 2 | 31 de mayo de 2025  | 3,2 % (15.ª)                         | 3,3 % (8.ª)                          |
| 3 | 6 de junio de 2025  | 3,9 % (13.ª)                         | 4,3 % (11.ª)                         |
| 4 | 7 de junio de 2025  | 2,8 % (18.ª)                         | 3,2 % (11.ª)                         |
| 5 | 13 de junio de 2025 | 5,1 % (7.ª)                          | 5,0 % (7.ª)                          |
| 6 | 14 de junio de 2025 | 4,6 % (6.ª)                          | 4,5 % (6.ª)                          |
| 7 | 20 de junio de 2025 | 5,6 % (7.ª)                          | 5,4 % (6.ª)                          |
| 8 | 21 de junio de 2025 | 3,7 % (14.ª)                         | 3,7 % (9.ª)                          |
| 9 | 27 de junio de 2025 | 5,1 % (7.ª)                          | 4,5 % (7.ª)                          |
| 10 | 28 de junio de 2025 | 4,2 % (8.ª)                          | 3,9 % (7.ª)                          |
| Promedio | Promedio            | 4,23 %                               | 4,23 %                               |
| - En la tabla superior, los números azules representan las calificaciones más bajas y los números rojos representan las más altas. |                     |                                      |                                      |